# Volker Friedrich (Publizist)
Volker Friedrich (* 5. Mai 1961 in Bottrop) ist ein deutscher Publizist und seit 2004 Professor für Schreiben und Rhetorik an der Hochschule Konstanz.

## Werdegang
Friedrich studierte Philosophie, Germanistik und Politikwissenschaften an der Universität Stuttgart. 1989 legte er die Prüfung zum Magister Artium in Philosophie und Germanistik ab. 1992 hielt er sich zu Forschungen in den USA an der University of Virginia in Charlottesville, VA, der Penn State University in State College, PA, der New York University in NYC und dem Office of Technology Assessment (OTA) in Washington, D.C., auf. 1997 wurde er in Philosophie promoviert, das Thema der Dissertation lautete: »Aspekte philosophischer Anthropologie im Zeitalter der Massenmedien.«
Von 1984 bis 1986 absolvierte er ein Volontariat zum Zeitungsredakteur in der Verlagsgruppe der »Stuttgarter Nachrichten«. Danach arbeitete er als freier Journalist für Zeitungen (wie »Der Tagesspiegel«, »Die Welt«, »Stuttgarter Zeitung«, »Die Weltwoche«, »Das Parlament«), Zeitschriften (wie »TransAtlantik«, »Wirtschaftswoche«, »Psychologie heute«, »Forbes«, »Börsenblatt des deutschen Buchhandels«, »Westermanns Monatshefte«, »Whole Earth Review« (USA)) und öffentlich-rechtliche Rundfunkanstalten (Süddeutscher Rundfunk, Südwestfunk, Hessischer Rundfunk, Mitteldeutscher Rundfunk, Norddeutscher Rundfunk, Deutschlandfunk) sowie als Publizist und Buchautor. In den neunziger Jahren gab er die Vierteljahresschrift »West & Ost – Beiträge zu kulturellen und politischen Fragen der Zeit« heraus.
Seit 2004 lehrt er Schreiben und Rhetorik und ist seit 2006 Gründungsmitglied und Direktor des »Instituts für professionelles Schreiben – Bild-, Präsentations- und Schreibrhetorik (IPS)« an der Hochschule Konstanz. 2006 wurde er mit dem Lehrpreis des Landes Baden-Württemberg ausgezeichnet, unter anderem für die philosophischen Vortragsreihen, die er im Studium generale der Hochschule Konstanz seit 2005 organisiert und moderiert und in einem Tonarchiv mit über 300 Aufnahmen archivieren lässt. Zudem wurde das Projekt »Jüdische Jugend heute in Deutschland« als Grund für die Auszeichnung genannt.
Seine Forschungsschwerpunkte liegen in den Bereichen Philosophische Anthropologie, Medientheorie, allgemeine Rhetorik, Argumentationstheorie, Kultur- und Techniktheorie, Philosophie des Schreibens, Schreibforschung, Design und visuelle Rhetorik.
Friedrich ist Herausgeber des wissenschaftlichen E-Journals »Sprache für die Form – Forum für Design und Rhetorik«.
2018 gab er den Band »Technik denken. Philosophische Annäherungen« heraus, in dem Essays von 28 Autoren versammelt sind, darunter Texte von Mario Bunge, Carl Mitcham, Walther Ch. Zimmerli, Klaus Mainzer, Ortwin Renn und Armin Grunwald.
Seit April 2020 gibt Friedrich den Blog »Philosophie & Rhetorik – ein Quarantäne-Blog in Krisenzeiten« heraus.

## Buch- und Hörbuchveröffentlichungen
- Technik denken. Philosophische Annäherungen. Festschrift für Klaus Kornwachs. Franz Steiner Verlag. Stuttgart 2018, ISBN 978-3-515-12039-5 (Print), ISBN 978-3-515-12042-5 (E-Book)
- Massen, Medien, Menschen. (= Technikphilosophie). LIT Verlag. Münster 2012, ISBN 978-3-8258-4827-9.
- mit Karl Jaspers, Martin Heidegger, Ernst Bloch und Knut Eming: Bedeutende Philosophen – Ideen großer Denker. (= AudioAkademie Wissensbox – Wissen für Kopfhörer). München 2010, ISBN 978-3-86750-070-8.
- Philosophische Leitsätze. Zentrale Ideen großer Denker. (= AudioAkademie Philosophie – Wissen für Kopfhörer). München 2008, ISBN 978-3-86750-012-8.
- mit Andreas P. Bechtold (Hrsg.): Jüdische Jugend heute in Deutschland. UVK, Konstanz 2007, ISBN 978-3-89669-631-1.
- Gespräch mit Karl Popper: »Man soll nicht glauben, daß man ohne Risiko leben kann.«. In: Kritik und Vernunft : von der Unendlichkeit des Nichtwissens. (= Stimmen der Philosophie). der hörverlag, München 2001, ISBN 3-89584-564-7.
- »Ich bin ein Gott« – Volker Friedrich im Gespräch mit Karl Raimund Popper, Max Bense, Gianni Vattimo, Richard Rorty, Neil Postman, Stanley Rosen, Carl Mitcham. Verlag Klaus Boer, München 1995, ISBN 3-924963-68-1.
- Philosophische Leitsätze. Eine Einführung in die Philosophie und das Philosophieren. Ernst Klett Verlag, Stuttgart 1992, ISBN 3-12-691200-1.
- Melancholie als Haltung. Verlag Mathias Gatza, Berlin 1991, ISBN 3-928262-71-8.